# ألبينا دينكوفا
ألبينا بيتروفا دينكوفا (البلغارية: Албена Петрова Денкова، من مواليد 3 ديسمبر 1974) راقصة جليدية بلغارية مع شريكها وخطيبها مكسيم ستافيسكي، كانت بطلة العالم مرتين (2006-2007)، حاصلة على الميدالية الفضية الأوروبية مرتين (2003-2004)، وبطولة نهائي سباق الجائزة الكبرى لعام 2006. دينكوفا وستافيسكي هما أول بلغاريين يحصلون على ميدالية في بطولة العالم للتزلج على الجليد.